# Cờ Wallonie
Cờ Wallonie (tiếng Pháp: Drapeau de la Wallonie), là một trong những biểu tượng của Wallonie, nó được quen gọi là coq hardi (con gà đậm) hay coq wallon (con gà Wallonie). Đây là lá cờ chính thức của Cộng đồng người Bỉ nói tiếng Pháp và vùng Wallonie. Lá cờ này, bao gồm hình một con gà trống màu đỏ trên nền vàng, các màu này bắt nguồn từ màu của lá cờ thành phố Liège. Nó cũng được sử dụng trong phong trào Wallonie.